# Poeltidea
Poeltidea is een botanische naam voor een geslacht van korstmossen behorend tot de familie Lecideaceae. De typesoort is Poeltidea perusta.

## Soorten
Het geslacht bestaat volgens Index Fungorum uit de volgende twee soorten (peildatum november 2021):
| Soortnaam          | Auteur(s)                 | Publicatiejaar |
| ------------------ | ------------------------- | -------------- |
| Poeltidea inspersa | Fryday                    | 2014           |
| Poeltidea perusta  | (Nyl.) Hertel & Hafellner | 1984           |